# 阿图尔·乌尔里希
阿图尔·乌尔里希（德語：Artur Ullrich，1957年10月10日—），德国男子足球运动员，司职后卫。他曾代表东德国奥队参加1980年夏季奥林匹克运动会足球比赛，获得一枚银牌。